# Gmina Stopnica
Die Gmina Stopnica ist eine Stadt-und-Land-Gemeinde im Powiat Buski der Woiwodschaft Heiligkreuz in Polen. Ihr Sitz ist die gleichnamige Stadt mit etwa 1450 Einwohnern.

## Geographie
Die Gemeinde liegt 50 km südöstlich von Kielce und grenzt im Nordwesten an die Gemeinde der Kreisstadt Busko-Zdrój. Von der Fläche, die 126 km² umfasst, werden 88 Prozent land- und 10 Prozent forstwirtschaftlich genutzt.

## Geschichte
Von 1975 bis 1998 gehörte die Gemeinde zur Woiwodschaft Kielce. Zum 1. Januar 2015 erlangte Stopnica wieder das Stadtrecht und die Gemeinde erhielt ihren heutigen Status.

## Gliederung
Die Stadt-und-Land-Gemeinde Stopnica umfasst die namensgebende Stadt und folgende 29 Dörfer mit einem Schulzenamt:
Białoborze
Borek
Bosowice
Czyżów
Dziesławice
Falęcin Nowy
Falęcin Stary
Folwarki
Jastrzębiec
Kąty Nowe
Kąty Stare
Klępie Dolne
Klępie Górne
Konary
Kuchary
Mariampol
Mietel
Nowa Wieś
Podlasek
Prusy
Skrobaczów
Smogorzów
Strzałków
Suchowola
Szczeglin
Szczytniki
Szklanów
Topola
Wolica
Zaborze
Żerniki Dolne

## Sehenswürdigkeiten

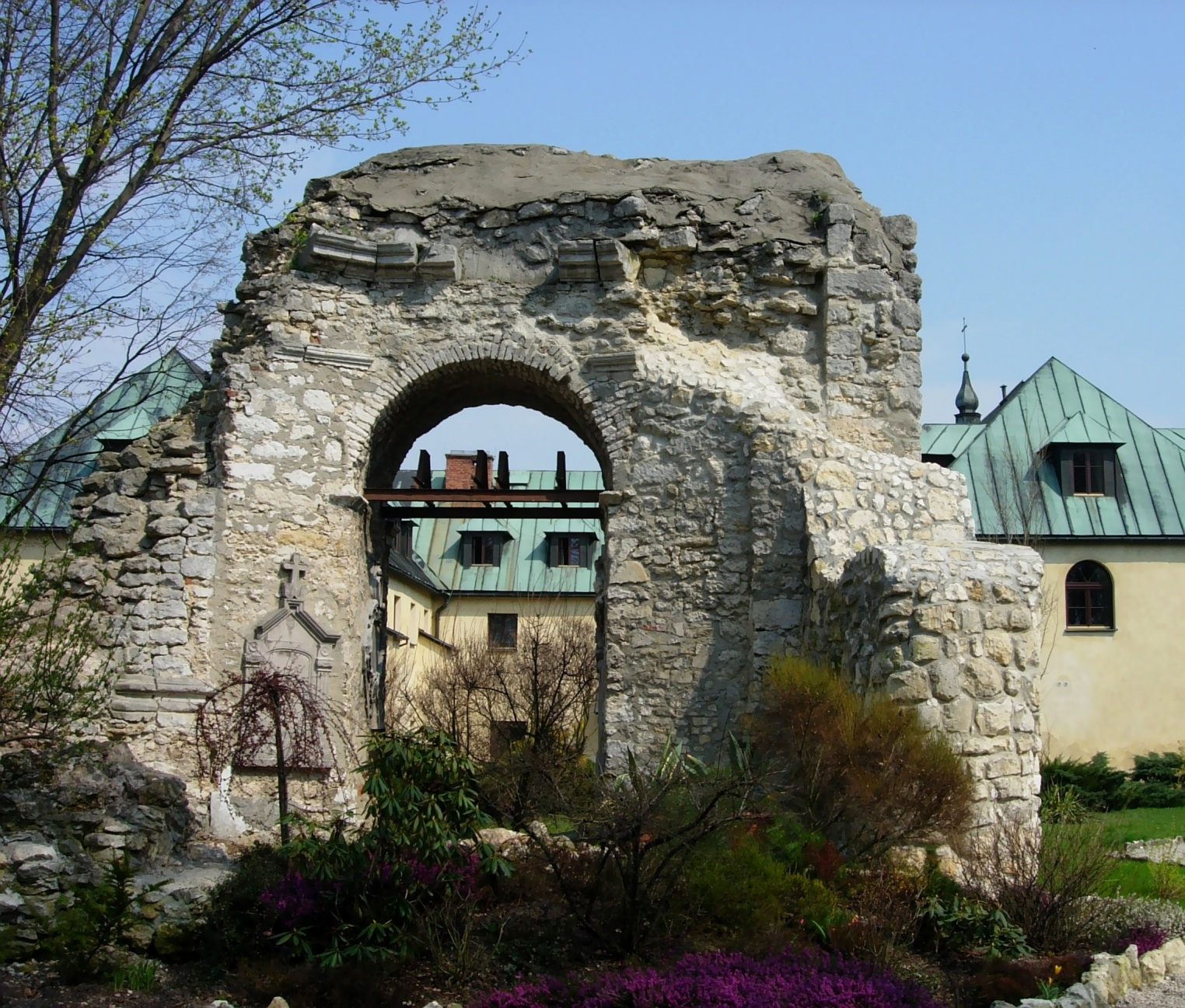
Ruine der Maria-Magdalenen-Kirche

Neben den Baudenkmalen der Stadt sind in den Dörfern sehenswert:
- Das Reformatenkloster in Stare Kąty.
- Die Ruine der Maria-Magdalenen-Kirche in Stare Kąty.
- Das neugotische Gutshaus in Smogorzów.